# Alaknanda

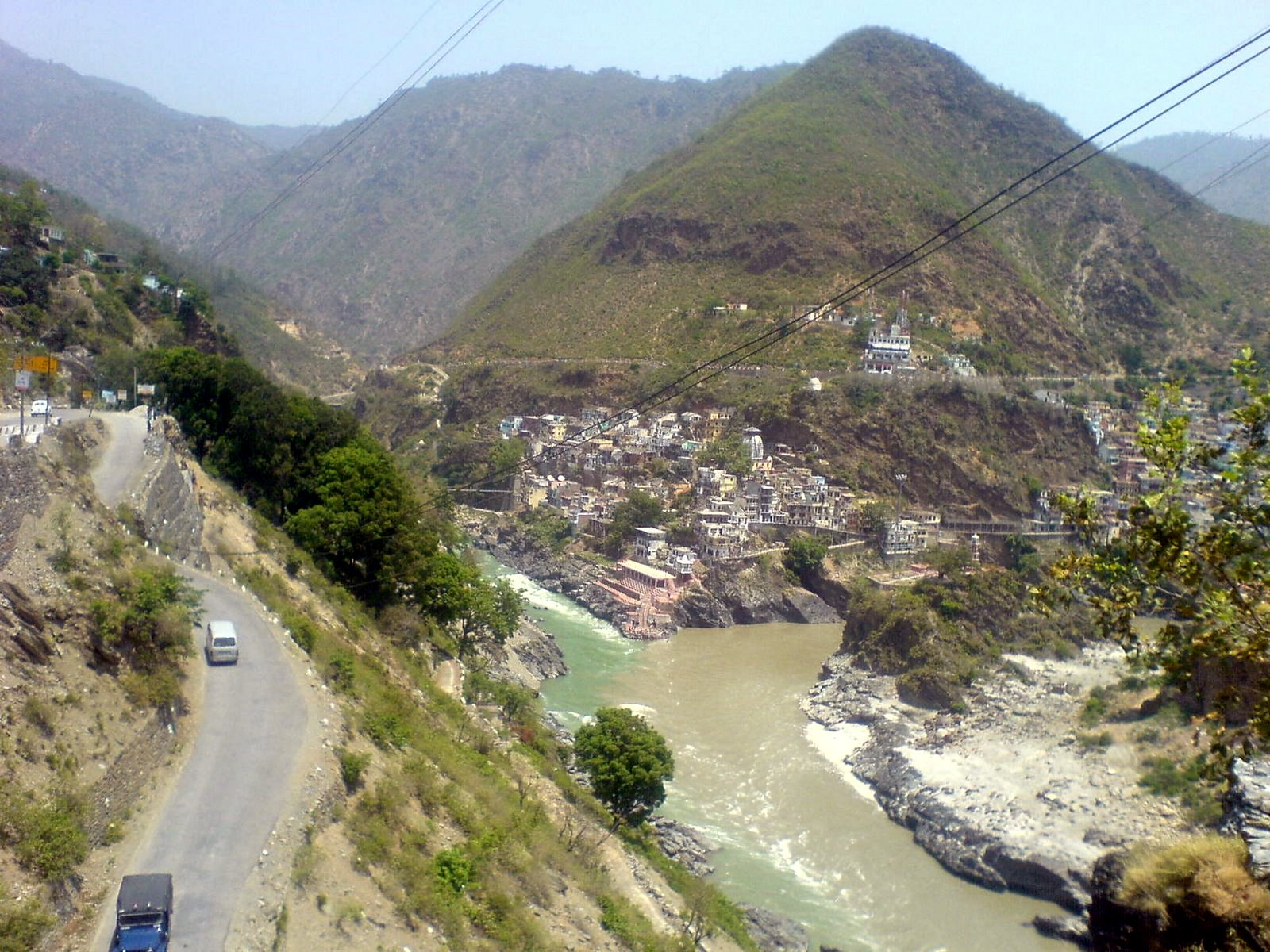
Confluència dels rius Alaknanda i Bhagirathi a Devprayag.

Alaknanda és un riu de l'Índia a Uttarakhand, un dels principals afluents superiors del Ganges. Sorgeix a les neus de les muntanyes de l'Himàlaia per la unió del Dhauli i el Saraswati (Sarsuti) i corre al sud cap a l'antic districte de Garhwal. És considerat un riu sagrat i cada punt on troba un afluent és considerat un lloc sant i de peregrinació. Els seus principals afluents són el Nandakini, el Pindar, i el Mandakini. A Deoprayag se li uneix el Bhagirathi, i els rius units formen el Ganges. L'Alakanda és el més important dels afluents del Ganges, però el Bhagirati és popularment considerat com la font del riu sant. Alguna crescuda ha produït inundacions. Hi havia una mica d'or a les seves arenes, però la seva explotació no és rendible.